# Elachista wieseriella
Elachista wieseriella ist ein Schmetterling (Nachtfalter) aus der Familie der Grasminiermotten (Elachistidae).

## Merkmale
Die Falter erreichen eine Flügelspannweite von 10,4 bis 11,5 Millimeter bei den Männchen und 10,1 bis 10,8 Millimeter bei den Weibchen. Kopf, Thorax und Tegulae sind blass ockerfarben. Das Abdomen ist grau. Es ist lateral und an den ventralen Segmenträndern hell ockerfarben. Die Fühler der Männchen sind einfarbig dunkelgrau, während die der Weibchen graubraun geringelt sind. Die Labialpalpen sind sehr lang und hell weißlich bis ockerfarben. Das zweite Glied ist außen und ventral graubraun beschuppt. Die Vorderflügel sind schmal und auf der Oberseite einfarbig blass ockerfarben. Die Costalhälfte ist von der Basis bis zur Flügelmitte variierend schmal dunkelgrau verdunkelt. Die Hinterflügel sind an der Ober- und Unterseite grauschwarz und haben graue Fransenschuppen.
Bei den Männchen hat der Uncus einen tiefen und V-förmigen Ausschnitt. Die Uncuslappen sind groß, gleichmäßig halbkreisförmig und abgerundet. Das Tegumen ist schmal und hat einen deutlich abgesetzten Saccus. Die Valven sind an der Basis schmal und weiten sich ab dem ersten Drittel deutlich. An der Spitze sind sie abgeschnitten und erscheinen subrectangulär. Die stark sklerotisierte Costa hat bei ¾ ihrer Länge einen zusätzlichen Höcker und ist im letzten Fünftel bauchförmig erweitert. Bei ¼ der Valvenlänge befindet sich eine orthogonal nach innen gebogene, sklerotisierte Leiste. Die Juxta ist breit und lappenförmig. Ein fingerförmiger Fortsatz ist relativ breit und gleichmäßig gerandet. Der Aedeagus ist schlank, nur mäßig sklerotisiert und verjüngt sich zur Spitze. Der Apex hat zwei Spitzchen; Cornuti sind nicht ausgebildet.
Bei den Weibchen sind die Apophyses posteriores und die Apophyses anteriores stabförmig und ungefähr gleich lang. Das 8. Tergit ist sehr breit und kurz. Es ist nahezu geradlinig umrandet. Das Antrum ist schlank, kelchförmig und bis zum hinteren Rand sklerotisiert. Die hintere Hälfte des Ductus bursae ist sehr schlank, röhrenförmig und stark sklerotisiert. Die vordere Hälfte weitet sich und ist membranös. Das Corpus bursae ist groß, birnenförmig und fein skulpturiert. Das Signum ist auffallend groß. Es ist breit, nicht gekrümmt und stark gezähnelt.

### Ähnliche Arten
Elachista wieseriella wird wegen der Struktur des männlichen Genitals der Elachista cerusella-Untergruppe zugeordnet. Diese ist in Europa mit nur wenigen Arten vertreten:
- Elachista anserinella Zeller, 1839
- Elachista rufocinerea (Haworth, 1828)
- Elachista lastrella Chrétien, 1896
- Elachista monosemiella (Rössler, 1881)
- Elachista stenopterella Rebel, 1932

Alle fünf Arten unterscheiden sich im Habitus und in der Struktur der Genitalien. Die aus Albanien beschriebene Art Elachista stenopterella ähnelt Elachista wieseriella, hat aber hell ockerfarbene Fühler und die Vorderflügel sind in der basalen Hälfte nicht verdunkelt. Weitere Unterscheidungsmerkmale sind die hellen Vorderflügelunterseiten und die hellgrauen Hinterflügel. Die Genitalarmatur der Männchen hat kleinere Uncus-Lappen und distal schmalere Valven, einen kurzen Saccus und einen dickeren und kürzeren Aedeagus. Elachista lastrella ist wie Elachista wieseriella ebenfalls einfarbig. Hier sind die Männchen grau gefärbt, haben aber eine deutlich verschiedene Genitalarmatur. Die verbliebenen Arten können anhand der mehr oder weniger gut ausgebildeten Vorderflügelzeichnung und der Fransenteilungslinie unterschieden werden.

## Verbreitung und Lebensraum
Elachista wieseriella kommt nur in Österreich im Gebiet der Mussen bei St. Jakob im Lesachtal auf einer Seehöhe von 1650 bis 1800 Meter vor. Bemerkenswert ist, dass die Art in den benachbarten Lienzer Dolomiten, Südtiroler Dolomiten und Julischen Alpen nicht anzutreffen ist.
Bei der Vegetation an der Fundlokalität handelt es sich um subalpine kalkreiche Berg-Magerwiesen, diese sind Gold-Schwingel-Bergmähdern, Borstgras-Horst-Seggenrasen und möglicherweise weiteren Assoziationen zuzuordnen. Die seltene Weiße Trichterlilie (Paradisea liliastrum) tritt als auffällige Begleitpflanze in Erscheinung.
Die Art wurde erst nach der Erstellung der Roten Liste für Kärnten erstbeschrieben, daher fehlt eine Einstufung. Eine Gefährdung der Art geht durch eine Verbuschung der Bergwiesen aus. Große Teile der Mussen werden allerdings mit Fördermitteln des Landes Kärnten wieder regelmäßig gemäht. Elachista wieseriella ist nicht geschützt. Die Typuslokalität ist allerdings als Natura-2000-Gebiet ausgewiesen.

## Biologie
Über die Biologie der Art ist wenig bekannt. Es wird angenommen, dass die Raupen, wie auch die anderer Elachista-Arten, in den Blättern von Süßgräsern (Poaceae) minieren. Die Falter fliegen am Fundort des Holotyps von Mitte Juni bis Anfang August und kommen in geringer Anzahl auch ans Licht. Das Abundanzmaximum wird während der Abenddämmerung erreicht und ist typisch für viele Grasminiermottenarten. In diesem Zeitraum sind die Falter die auf den Magerwiesen am häufigsten vorkommende Schmetterlingsart.

## Etymologie
Elachista wieseriella wurde nach ihrem Entdecker, dem Kärntner Zoologen Christian Wieser, benannt.